# Quercus castaneifolia
Quercus castaneifolia C.A.Mey., 1831 è una pianta appartenente alla famiglia Fagaceae, nativa del Caucaso e dell'Iran.